# Kalteneich
Kalteneich ist ein ehemaliger Ortsteil der Stadt Gummersbach im Oberbergischen Kreis im südlichen Nordrhein-Westfalen. Er gehört heute zum Ortsteil Derschlag.

## Lage
Die Ortschaft liegt am nordwestlichen Rand Derschlags, südöstlich von Bernberg.

## Geschichte
1558 wird der Ort in der Türkensteuerliste mit der Ortsbezeichnung „op der Kalden Eich“ erstmals urkundlich genannt. In der Preußischen Uraufnahme von 1840 lautet die Schreibweise der Ortsbezeichnung „Kalteneiche“. Ab der topografischen Karte von 1894 bis 1896 wird die noch heute gebräuchliche Schreibweise Kalteneich verwendet.

## Busverkehr
Über in Derschlag und Bernberg gelegene Bushaltestellen ist Kalteneich an den öffentlichen Personennahverkehr angeschlossen.